# 前771年
| 千纪： | 前1千纪 |
| 世纪： | 前9世纪 \| 前8世纪 \| 前7世纪 |
| 年代： | 前800年代 \| 前790年代 \| 前780年代 \| 前770年代 \| 前760年代 \| 前750年代 \| 前740年代 |
| 年份： | 前776年 \| 前775年 \| 前774年 \| 前773年 \| 前772年 \| 前771年 \| 前770年 \| 前769年 \| 前768年 \| 前767年 \| 前766年                                                                                |
| 纪年： | 庚午年；周幽王十一年；魯孝公三十六年；齊莊公二十四年；晉文侯十年；秦襄公七年；楚若敖二十年；宋戴公二十九年；衛武公四十二年；陳平公七年；蔡釐侯三十九年；曹惠伯二十五年；鄭桓公三十六年；燕頃侯二十年 |

## 大事记
- 犬戎攻破鎬京，周幽王身死，西周滅亡。

## 逝世
- 周幽王，西周末代國王
- 鄭桓公，鄭國第一位國君
- 伯服，周幽王太子